# Mycale militaris
Mycale militaris är en svampdjursart som beskrevs av Annandale 1914. Mycale militaris ingår i släktet Mycale och familjen Mycalidae. Inga underarter finns listade i Catalogue of Life.